# مرکز بین‌المللی دانشوران وودرو ویلسون
مرکز بین‌المللی دانشوران وودرو ویلسون (انگلیسی: Woodrow Wilson International Center for Scholars) یا ویلسون سنتر واقع در واشینگتن، دی.سی., یک مرکز یادبود ریاست جمهوری ایالات متحده است که در سال ۱۹۶۸ به عنوان بخشی از مؤسسه اسمیتسونین با لایحهٔ کنگره تأسیس شد. این مرکز همچنین اندیشکده ای بسیار شناخته شده و در زمرهٔ ده اندیشکدهٔ برتر در سطح جهان است.
مأموریت این مرکز که به یاد رئیس‌جمهور توماس وودرو ویلسون (تنها رئیس‌جمهور ایالات متحده آمریکا دارای پی‌اچ‌دی) تأسیس شده، «به یاد نگاه داشتن ایده‌آلها و دغدغه‌های وودرو ویلسون از طریق: فراهم آوری پیوندی بین جهان ایده‌ها و جهان خط مشی؛ و تشویق تحقیق، مطالعه، بحث و همکاری بین طیف کاملی از افراد دارای دغدغهٔ خط مشی و دانشوری در امور ملی و جهانی» است.